# Lophiidae
Lophiidae Rafinesque, 1810 è una famiglia di pesci marini appartenenti all'ordine Lophiiformes.

## Tassonomia
La famiglia comprende i seguenti quattro generi:
- Lophiodes Goode & Bean, 1896
- Lophiomus Gill, 1883
- Lophius Linnaeus, 1758
- Sladenia Regan, 1908